# كارل هوفاكر
كان كارل بارتون هوفاكر (30 سبتمبر 1914 في مونتايسلو، كنتاكي - 10 أكتوبر 1995 في لافاييت، كاليفورنيا) عالم أحياء وعالم بيئة وعالم حشرات زراعية أمريكيًا.